# チリイソウロウグモ

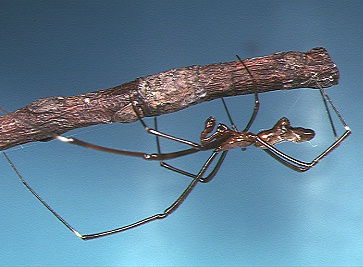
雄成体

チリイソウロウグモ Argyrodes kumadai は、イソウロウグモの1種。この類では比較的大柄で、時に網の主のクモを襲う。

## 特徴
雌成体で体長は7-10.5mmまで。頭胸部は細長く、背甲の中央に横長の中窩（頭部と胸部の間の窪み）がある腹部は細長く、背面後方は糸疣を越えて後ろに伸びる。色彩としては頭胸部の背面（背甲）と腹面（胸番）は黒褐色、歩脚は濃い黄色で各節の末端に黒い輪紋がある。腹部は赤褐色の地に金銀の斑紋が入る。腹部の腹面には銀の鱗がまばらに入り、糸疣と腹部後端との間に2個の銀斑が入る。
雄成体は体長5-8.8mm。全体に雌を小さく縮めたような姿であるが、中眼域（前中眼と後中眼、計4個の眼に囲まれた部分）と、その前の額部分がやや前方に突出し、前後に並んだ短い角のようになる。

### 学名について
本種の学名は長らく A. fissiformis O. P.-Cambridge が使われてきた。この学名はスリランカ産の標本を元に記載されたものであったが、日本産のものをタイプ標本と照らし合わせることで、別種であることがわかったため、上掲の様に新たに記載が行われたものである。この2種は雌の生殖器では明らかに区別出来る。ただ、厄介なことに、雄の生殖器では差がなく、両者を区別することは出来ない。

## 分布
日本では本州ほぼ全域、四国、九州、及び南西諸島に分布する。国外では従来は広く南方地域に分布としてきたが、これは上記の誤同定による判断である。現在の判断では本種は国外では中国からのみ知られている。なお、従来の学名の種は中国にも産する。

## 生態

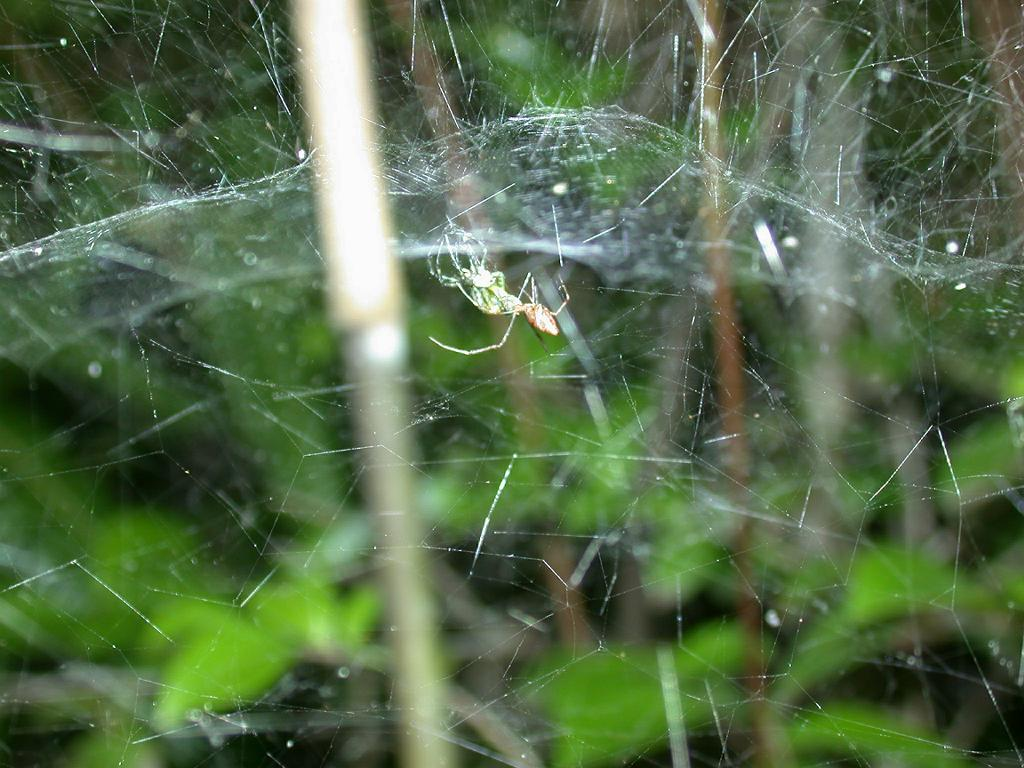
スズミグモを捕食中

イソウロウグモは、元々はより大きな蜘蛛の網に住み込み、宿主の取りこぼした餌を拾う、との意味で与えられた名であり、その意味ではいわゆる盗み寄生者であるが、現実には多様な行動を取ることが知られている。特に本種の場合、餌盗み以外に宿主のクモ自体を襲う行為がよく観察されている。他方で宿主の網を食うことは見つかっていない。
本種が宿主として選ぶクモとしては、特にクサグモ類（クサグモ、コクサグモなど）とスズミグモが多く、他にサラグモ類、ヒメグモ類の網などにも入っているのが見られる。不規則網や棚網、皿網など立体的に足場の糸を張り巡らせたような網が多い。スズミグモの網は、円網が由来と考えられるが、ドーム状の網面を支える足場が上下に多数張られる。それらの網で、本種は宿主のクモがいる主要な網面より上の足場状の部分にいることが多く、一つの網に複数個体が入ることもある。なお、宿主の選択には地理変異があり、これと形態に見られる地理変異が連動していると見られる。これについては後述する。
チリイソウロウはクサグモの網にもよく入るが、この場合、宿主の方がかなり大きい。しかし本種は宿主が脱皮をする際にしばしばこれを捕食する。ただしこの組み合わせではチリイソウロウは餌盗みをすることの方が多い。しかし、本種はサラグモやウズグモの仲間の網にいることも見られ、この場合、宿主を狙ってのものと考えられる。つまり、宿主との体格差によって盗み寄生をするか、捕食者として振る舞うかを変えている可能性がある。もっともこれはイソウロウグモ属の他種でも知られている。

### 繁殖

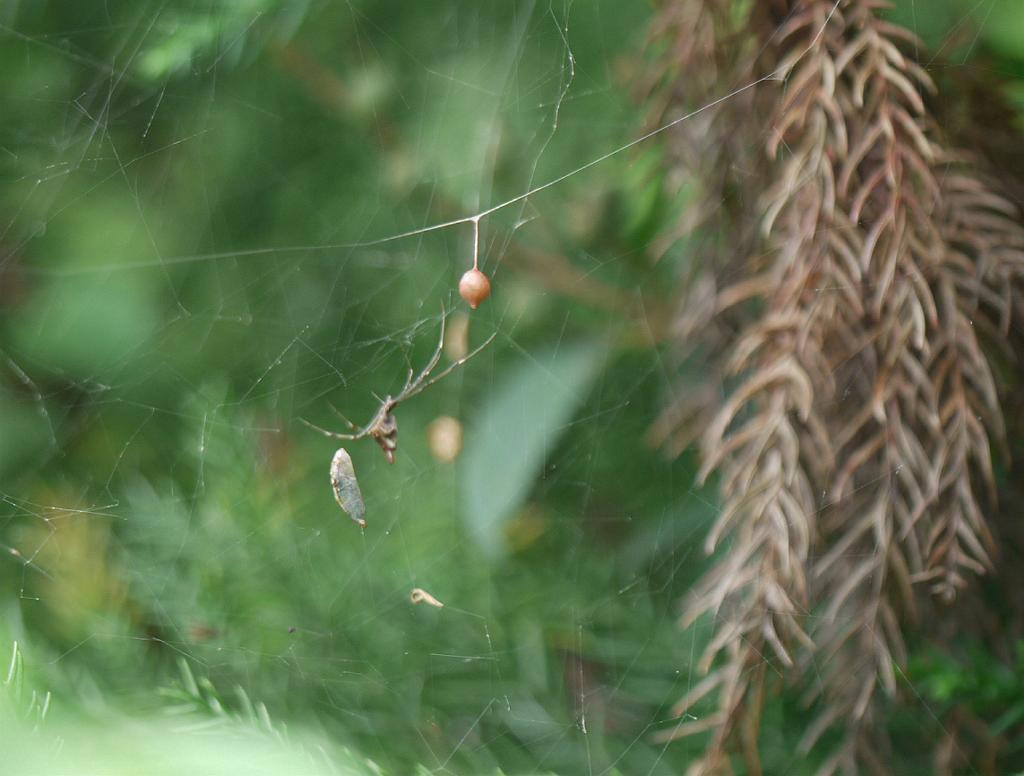
卵嚢と雌成体

成体は7-9月に見られる。卵は卵嚢を作って納める。卵嚢は直径3-4mmの球形の本体部に、ぶら下げるための柄が着いたもので、赤褐色をしている。本体部の下面に小さな円筒形の突出があり、ここが子グモの脱出口になっている。卵嚢は宿主の網につるす。雌は卵嚢のそばにいてこれを保護し、その期間は平均21日。ちなみに雌が保護に着かない例も見られ、そのような網では網の崩壊で卵が孵化まで届かない例が多い。

## 地理変異と宿主選択
本種は宿主として、クサグモ（とその近縁種）とスズミグモをよく選ぶ。この両者は足場的な糸を立体的に張り巡らせる点では共通するが、網の素性も大きく異なり、蜘蛛自体の系統もかなり離れている。クサグモ（タナグモ科）の網は棚網と呼ばれ、密に糸を張り重ねたシートが水平に張られ、その一端に住居となる糸のトンネルがある。クモ本体はシートの上を歩き、そしてそのシートの上方に複雑に張られた足場的な糸がある。他方、スズミグモ（コガネグモ科）の網では、シートは格子状で、中央が上向きに盛り上がったドームのような形をしている。クモはこのシートの下にぶら下がり、その形を支えるための足場的な糸がシートの上下にある。またクサグモは雌成体が体長14-17mm、スズミグモでは14-23mmと後者が一回り大きく、スズミグモの網は径が80cmにも達するが、クサグモの網はこれより遙かに小さい。
日本本土では、本種はスズミグモの網にも見られるが、クサグモの網で発見されることが遙かに多い。他方、スズミグモは南方系であり、本州ではその数が多くない。南西諸島ではむしろ、スズミグモに本種が見られることが多い。実際に調べると、スズミグモはトカラ列島以南に多く、これを越えるとその北方では急速に個体群密度が下がり、逆にクサグモは屋久島以北では普通種だが、トカラ列島の宝島以南では全く見られない。つまり、本種の宿主がこの線ではっきり切り替わっていると考えられる。
そこでこの線を境とする本種の個体群の行動を比較すると、クサグモ利用個体群（千葉県）はスズミグモ利用個体群（奄美大島）より小さな餌を採っており、餌獲得量も小さい。この両者で、網にかかる餌の大きさそのものには差がなかった。実際の行動面では、クサグモ利用個体群が宿主が採らなかった餌を採る「盗み」しかしないのに対して、スズミグモ利用個体群では宿主が糸で包んだ餌を横取りしたり、宿主が食べている最中の餌を一緒に食べるなど、宿主が獲得した餌をも利用していた。これは、スズミグモの網には隠れ場がないのに対して、クサグモには住居部分があり、ここで餌を食うために本種が利用出来なくなるためと考えられる。
両者の形質について比較すると、スズミグモ利用個体群では身体の大きさがクサグモ個体群より大きく、さらに相対的脚長もより大きかった。つまり、スズミグモ利用群の方が、体が大きくて足が長い。これはむしろ、クサグモの網がより小さくて細かいことから、足が短い方が盗み行動が行いやすいと見ることが出来る。イソウロウグモ類は熱帯起源と考えられるので、この事実は熱帯域でスズミグモの大きな粗い網に適応して暮らしていたものが、温帯域に進出するに当たって、より網が細かく、また餌量も少ない条件への適応として、盗み行動を行いやすい短い足へと変化したものと思われる。更に少量の餌への対応として小さな体で成熟出来るように生活史が変化した。ただし、足が短くなったことに関しては、少ない餌への対応として、栄養を足に回さないようにしたとの判断もあり得る。

## 近縁種など
上記のように、本種は長らく別種と混同されてきた。これらは互いにとてもよく似てはいるが、幸いに日本には本種しかおらず、国内においては混同することはない。日本には同属の種が他に7種ほどあるが、本種は他種より大きいこと、その色彩や斑紋で似たものがないことから容易に区別出来る。